# WTA Tour 2002
Il WTA Tour 2002 è iniziato il 31 dicembre 2001 con il Thalgo Australian Women's Hardcourts 2002 e l'ASB Classic 2002 e si è concluso con la finale del WTA Tour Championships 2002.
Il WTA Tour è una serie di tornei femminili di tennis organizzati dalla WTA. Questa include i tornei del Grande Slam (organizzati in collaborazione con la International Tennis Federation (ITF)), il WTA Tour Championships e i tornei delle categorie Tier I, Tier II, Tier III, Tier IV e Tier V.

## Gennaio
| Settimana        | Torneo                                                                                     | Categoria   | Vincitrici                                              | Finaliste                                  | Semifinaliste                     | Eliminate ai quarti                                                     |
| ---------------- | ------------------------------------------------------------------------------------------ | ----------- | ------------------------------------------------------- | ------------------------------------------ | --------------------------------- | ----------------------------------------------------------------------- |
| 31 dicembre 2001 | Thalgo Australian Women's Hardcourts 2002 Gold Coast, Australia Cemento Singolare - Doppio | Tier III    | Venus Williams 7–5, 6–2                                 | Justine Henin                              | Nadia Petrova Dája Bedáňová       | Ai Sugiyama Silvia Farina Elia Tina Pisnik Anca Barna                   |
| 31 dicembre 2001 | Thalgo Australian Women's Hardcourts 2002 Gold Coast, Australia Cemento Singolare - Doppio | Tier III    | Justine Henin Meghann Shaughnessy 6–1, 7–6(6)           | Miriam Oremans Åsa Svensson                | Nadia Petrova Dája Bedáňová       | Ai Sugiyama Silvia Farina Elia Tina Pisnik Anca Barna                   |
| 31 dicembre 2001 | ASB Classic 2002 Auckland, Nuova Zelanda Cemento Singolare - Doppio                        | Tier IV     | Anna Smashnova 6–2, 6–2                                 | Tat'jana Panova                            | Anna Kurnikova Silvija Talaja     | Anabel Medina Garrigues Emmanuelle Gagliardi Anne Kremer Tat'jana Puček |
| 31 dicembre 2001 | ASB Classic 2002 Auckland, Nuova Zelanda Cemento Singolare - Doppio                        | Tier IV     | Nicole Arendt Liezel Huber 7–5, 6–4                     | Květa Peschke Henrieta Nagyová             | Anna Kurnikova Silvija Talaja     | Anabel Medina Garrigues Emmanuelle Gagliardi Anne Kremer Tat'jana Puček |
| 7 gennaio        | Adidas International 2002 Sydney, Australia Cemento Singolare - Doppio                     | Tier II     | Martina Hingis 6–2, 6–3                                 | Meghann Shaughnessy                        | Serena Williams Kim Clijsters     | Alexandra Stevenson Amélie Mauresmo Justine Henin Sandrine Testud       |
| 7 gennaio        | Adidas International 2002 Sydney, Australia Cemento Singolare - Doppio                     | Tier II     | Lisa Raymond Rennae Stubbs Walkover                     | Hingis Anna Kurnikova                      | Serena Williams Kim Clijsters     | Alexandra Stevenson Amélie Mauresmo Justine Henin Sandrine Testud       |
| 7 gennaio        | Tasmanian International 2002 Hobart, Australia Cemento Singolare - Doppio                  | Tier V      | Martina Suchá 7–6(7), 6–1                               | Anabel Medina Garrigues                    | Amy Frazier Nicole Pratt          | Rita Grande Janette Husárová Meilen Tu Alina Židkova                    |
| 7 gennaio        | Tasmanian International 2002 Hobart, Australia Cemento Singolare - Doppio                  | Tier V      | Tathiana Garbin Rita Grande 6–2, 7–6(3)                 | Catherine Barclay Christina Wheeler        | Amy Frazier Nicole Pratt          | Rita Grande Janette Husárová Meilen Tu Alina Židkova                    |
| 7 gennaio        | Canberra Women's Classic 2002 Canberra, Australia Cemento Singolare - Doppio               | Tier V      | Anna Smashnova 7–5, 7–6(2)                              | Tamarine Tanasugarn                        | Lilia Osterloh Amanda Grahame     | Patty Schnyder Nathalie Dechy Émilie Loit Petra Mandula                 |
| 7 gennaio        | Canberra Women's Classic 2002 Canberra, Australia Cemento Singolare - Doppio               | Tier V      | Nannie de Villiers Irina Seljutina 6–2, 6–3             | Samantha Reeves Adriana Serra Zanetti      | Lilia Osterloh Amanda Grahame     | Patty Schnyder Nathalie Dechy Émilie Loit Petra Mandula                 |
| 14 gennaio       | Australian Open 2002 Melbourne, Australia Cemento Singolare - Doppio - Doppio misto        | Grande Slam | Jennifer Capriati 4–6, 7–6(7), 6–2                      | Martina Hingis                             | Kim Clijsters Monica Seles        | Amélie Mauresmo Justine Henin Adriana Serra Zanetti Venus Williams      |
| 14 gennaio       | Australian Open 2002 Melbourne, Australia Cemento Singolare - Doppio - Doppio misto        | Grande Slam | Martina Hingis Anna Kurnikova 6–2, 6(4)–7, 6–1          | Arantxa Sánchez Vicario Daniela Hantuchová | Kim Clijsters Monica Seles        | Amélie Mauresmo Justine Henin Adriana Serra Zanetti Venus Williams      |
| 14 gennaio       | Australian Open 2002 Melbourne, Australia Cemento Singolare - Doppio - Doppio misto        | Grande Slam | Doppio Misto: Kevin Ullyett Daniela Hantuchová 6–3, 6–2 | Gastón Etlis Paola Suárez                  | Kim Clijsters Monica Seles        | Amélie Mauresmo Justine Henin Adriana Serra Zanetti Venus Williams      |
| 28 gennaio       | Toray Pan Pacific Open 2002 Tokyo, Giappone Sintetico indoor Singolare - Doppio            | Tier I      | Martina Hingis 7–6(6), 4–6, 6–3                         | Monica Seles                               | Silvia Farina Elia Anna Kurnikova | Tamarine Tanasugarn Sandrine Testud Alexandra Stevenson Anne Kremer     |
| 28 gennaio       | Toray Pan Pacific Open 2002 Tokyo, Giappone Sintetico indoor Singolare - Doppio            | Tier I      | Lisa Raymond Rennae Stubbs 6–1, 6–1                     | Els Callens Roberta Vinci                  | Silvia Farina Elia Anna Kurnikova | Tamarine Tanasugarn Sandrine Testud Alexandra Stevenson Anne Kremer     |

## Febbraio
| Settimana   | Torneo                                                                                | Categoria | Vincitrici                                        | Finaliste                         | Semifinaliste                            | Eliminate ai quarti                                                    |
| ----------- | ------------------------------------------------------------------------------------- | --------- | ------------------------------------------------- | --------------------------------- | ---------------------------------------- | ---------------------------------------------------------------------- |
| 4 febbraio  | Open Gaz de France 2002 Parigi, Francia Cemento (indoor) Singolare - Doppio           | Tier II   | Venus Williams Walkover                           | Jelena Dokić                      | Amélie Mauresmo Monica Seles             | Silvia Farina Elia Francesca Schiavone Elena Dement'eva Justine Henin  |
| 4 febbraio  | Open Gaz de France 2002 Parigi, Francia Cemento (indoor) Singolare - Doppio           | Tier II   | Nathalie Dechy Meilen Tu Walkover                 | Elena Dement'eva Janette Husárová | Amélie Mauresmo Monica Seles             | Silvia Farina Elia Francesca Schiavone Elena Dement'eva Justine Henin  |
| 11 febbraio | Proximus Diamond Games 2002 Anversa, Belgio Sintetico indoor Singolare - Doppio       | Tier II   | Venus Williams 6–3, 5–7, 6–3                      | Justine Henin                     | Amélie Mauresmo Patty Schnyder           | Silvia Farina Elia Dája Bedáňová Eva Dyrberg Magdalena Maleeva         |
| 11 febbraio | Proximus Diamond Games 2002 Anversa, Belgio Sintetico indoor Singolare - Doppio       | Tier II   | Magdalena Maleeva Patty Schnyder 6–3, 6(3)–7, 6–3 | Nathalie Dechy Meilen Tu          | Amélie Mauresmo Patty Schnyder           | Silvia Farina Elia Dája Bedáňová Eva Dyrberg Magdalena Maleeva         |
| 11 febbraio | Qatar Total Open 2002 Doha, Qatar Cemento Singolare - Doppio                          | Tier III  | Monica Seles 7–6(6), 6–3                          | Tamarine Tanasugarn               | Alicia Molik Janette Husárová            | Nicole Pratt Tathiana Garbin Maja Matevžič Anastasija Myskina          |
| 11 febbraio | Qatar Total Open 2002 Doha, Qatar Cemento Singolare - Doppio                          | Tier III  | Janette Husárová Arantxa Sánchez Vicario 6–3, 6–3 | Alexandra Fusai Caroline Vis      | Alicia Molik Janette Husárová            | Nicole Pratt Tathiana Garbin Maja Matevžič Anastasija Myskina          |
| 18 febbraio | Dubai Tennis Championships 2002 Dubai, Emirati Arabi Uniti Cemento Singolare - Doppio | Tier II   | Amélie Mauresmo 6–4, 7–6(3)                       | Sandrine Testud                   | Venus Williams Monica Seles              | Anastasija Myskina Tamarine Tanasugarn Tina Pisnik Ángeles Montolio    |
| 18 febbraio | Dubai Tennis Championships 2002 Dubai, Emirati Arabi Uniti Cemento Singolare - Doppio | Tier II   | Barbara Rittner María Vento-Kabchi 6–3, 6–2       | Sandrine Testud Roberta Vinci     | Venus Williams Monica Seles              | Anastasija Myskina Tamarine Tanasugarn Tina Pisnik Ángeles Montolio    |
| 18 febbraio | Cellular South Cup Memphis, USA Cemento (indoor) Singolare - Doppio                   | Tier III  | Lisa Raymond 4–6, 6–3, 7–6(9)                     | Alexandra Stevenson               | Alina Židkova Ai Sugiyama                | Jana Nejedly Silvija Talaja Adriana Serra Zanetti Jill Craybas         |
| 18 febbraio | Cellular South Cup Memphis, USA Cemento (indoor) Singolare - Doppio                   | Tier III  | Ai Sugiyama Olena Tatarkova 6–4, 2–6, 6–0         | Melissa Middleton Brie Rippner    | Alina Židkova Ai Sugiyama                | Jana Nejedly Silvija Talaja Adriana Serra Zanetti Jill Craybas         |
| 18 febbraio | Copa Colsanitas 2002 Bogotà, Colombia Terra rossa Singolare - Doppio                  | Tier III  | Fabiola Zuluaga 6–1, 6–4                          | Katarina Srebotnik                | Cristina Torrens Valero Catalina Castaño | Rossana de los Ríos Paola Suárez Céline Beigbeder María Emilia Salerni |
| 18 febbraio | Copa Colsanitas 2002 Bogotà, Colombia Terra rossa Singolare - Doppio                  | Tier III  | Virginia Ruano Pascual Paola Suárez 6–2, 6–1      | Tina Križan Katarina Srebotnik    | Cristina Torrens Valero Catalina Castaño | Rossana de los Ríos Paola Suárez Céline Beigbeder María Emilia Salerni |
| 25 febbraio | State Farm Women's Tennis Classic 2002 Scottsdale, USA Cemento Singolare - Doppio     | Tier II   | Serena Williams 6–2, 4–6, 6–4                     | Jennifer Capriati                 | Nathalie Dechy Martina Hingis            | Barbara Schett Francesca Schiavone Nicole Pratt Dája Bedáňová          |
| 25 febbraio | State Farm Women's Tennis Classic 2002 Scottsdale, USA Cemento Singolare - Doppio     | Tier II   | Lisa Raymond Rennae Stubbs 6–3, 5–7, 7–6(4)       | Cara Black Elena Lichovceva       | Nathalie Dechy Martina Hingis            | Barbara Schett Francesca Schiavone Nicole Pratt Dája Bedáňová          |
| 25 febbraio | Abierto Mexicano de Tenis 2002 Acapulco, Messico Terra rossa Singolare - Doppio       | Tier III  | Katarina Srebotnik 6(1)–7, 6–4, 6–2               | Paola Suárez                      | Elena Dement'eva Anna Kurnikova          | Émilie Loit Amanda Coetzer Cristina Torrens Valero Janette Husárová    |
| 25 febbraio | Abierto Mexicano de Tenis 2002 Acapulco, Messico Terra rossa Singolare - Doppio       | Tier III  | Virginia Ruano Pascual Paola Suárez 7–5, 6–1      | Tina Križan Katarina Srebotnik    | Elena Dement'eva Anna Kurnikova          | Émilie Loit Amanda Coetzer Cristina Torrens Valero Janette Husárová    |

## Marzo
| Settimana | Torneo                                                              | Categoria | Vincitrici                                     | Finaliste                           | Semifinaliste                     | Eliminate ai quarti                                                |
| --------- | ------------------------------------------------------------------- | --------- | ---------------------------------------------- | ----------------------------------- | --------------------------------- | ------------------------------------------------------------------ |
| 4 marzo   | Indian Wells Open 2002 Indian Wells, USA Cemento Singolare - Doppio | Tier I    | Daniela Hantuchová 6–3, 6–4                    | Martina Hingis                      | Emmanuelle Gagliardi Monica Seles | Anna Smashnova Lisa Raymond Amanda Coetzer Arantxa Sánchez Vicario |
| 4 marzo   | Indian Wells Open 2002 Indian Wells, USA Cemento Singolare - Doppio | Tier I    | Lisa Raymond Rennae Stubbs 7–5, 6–0            | Elena Dement'eva Janette Husárová   | Emmanuelle Gagliardi Monica Seles | Anna Smashnova Lisa Raymond Amanda Coetzer Arantxa Sánchez Vicario |
| 18 marzo  | NASDAQ-100 Open 2002 Miami, USA Cemento Singolare - Doppio          | Tier I    | Serena Williams 7–5, 7–6(4)                    | Jennifer Capriati                   | Monica Seles Venus Williams       | Tat'jana Panova Kim Clijsters Martina Hingis Elena Dement'eva      |
| 18 marzo  | NASDAQ-100 Open 2002 Miami, USA Cemento Singolare - Doppio          | Tier I    | Lisa Raymond Rennae Stubbs 7–6(4), 6(4)–7, 6–3 | Virginia Ruano Pascual Paola Suárez | Monica Seles Venus Williams       | Tat'jana Panova Kim Clijsters Martina Hingis Elena Dement'eva      |

## Aprile
| Settimana | Torneo                                                                             | Categoria | Vincitrici                                          | Finaliste                                  | Semifinaliste                        | Eliminate ai quarti                                                      |
| --------- | ---------------------------------------------------------------------------------- | --------- | --------------------------------------------------- | ------------------------------------------ | ------------------------------------ | ------------------------------------------------------------------------ |
| 1º aprile | Porto Open 2002 Porto, Portogallo Terra rossa Singolare - Doppio                   | Tier IV   | Ángeles Montolio 6–1, 2–6, 7–5                      | Magüi Serna                                | Maja Matevžič Zsófia Gubacsi         | Eléni Daniilídou Jelena Kostanić Ľudmila Cervanová Cara Black            |
| 1º aprile | Porto Open 2002 Porto, Portogallo Terra rossa Singolare - Doppio                   | Tier IV   | Cara Black Irina Seljutina 7–6(6), 6–4              | Kristie Boogert Magüi Serna                | Maja Matevžič Zsófia Gubacsi         | Eléni Daniilídou Jelena Kostanić Ľudmila Cervanová Cara Black            |
| 1º aprile | Sarasota Clay Court Classic 2002 Sarasota, USA Terra verde Singolare - Doppio      | Tier IV   | Jelena Dokić 6–2, 6–2                               | Tat'jana Panova                            | Virginie Razzano Meghann Shaughnessy | Patty Schnyder Paola Suárez Janette Husárová Anastasija Myskina          |
| 1º aprile | Sarasota Clay Court Classic 2002 Sarasota, USA Terra verde Singolare - Doppio      | Tier IV   | Jelena Dokić Elena Lichovceva 6(5)–7, 6–3, 6–3      | Els Callens Conchita Martínez              | Virginie Razzano Meghann Shaughnessy | Patty Schnyder Paola Suárez Janette Husárová Anastasija Myskina          |
| 8 aprile  | Bausch & Lomb Championships 2002 Amelia Island, USA Terra verde Singolare - Doppio | Tier II   | Venus Williams 2–6, 7–5, 7–6(5)                     | Justine Henin                              | Anne Kremer Jelena Dokić             | Paola Suárez Sandrine Testud Elena Dement'eva Silvia Farina Elia         |
| 8 aprile  | Bausch & Lomb Championships 2002 Amelia Island, USA Terra verde Singolare - Doppio | Tier II   | Daniela Hantuchová Arantxa Sánchez Vicario 6–4, 6–2 | María Emilia Salerni Åsa Svensson          | Anne Kremer Jelena Dokić             | Paola Suárez Sandrine Testud Elena Dement'eva Silvia Farina Elia         |
| 8 aprile  | Estoril Open 2002 Oeiras, Portogallo Terra rossa Singolare - Doppio                | Tier IV   | Magüi Serna 6–4, 6–2                                | Anca Barna                                 | Dinara Safina Elena Bovina           | Ángeles Montolio Maja Matevžič Tina Pisnik Lourdes Domínguez Lino        |
| 8 aprile  | Estoril Open 2002 Oeiras, Portogallo Terra rossa Singolare - Doppio                | Tier IV   | Elena Bovina Zsófia Gubacsi 6–3, 6–1                | Barbara Rittner María Vento-Kabchi         | Dinara Safina Elena Bovina           | Ángeles Montolio Maja Matevžič Tina Pisnik Lourdes Domínguez Lino        |
| 15 aprile | Family Circle Cup 2002 Charleston, USA Terra verde Singolare - Doppio              | Tier I    | Iva Majoli 7–6(5), 6–4                              | Patty Schnyder                             | Jennifer Capriati Sandrine Testud    | Anastasija Myskina Serena Williams Amanda Coetzer Stéphanie Foretz Gacon |
| 15 aprile | Family Circle Cup 2002 Charleston, USA Terra verde Singolare - Doppio              | Tier I    | Lisa Raymond Rennae Stubbs 6–4, 3–6, 7–6(4)         | Alexandra Fusai Caroline Vis               | Jennifer Capriati Sandrine Testud    | Anastasija Myskina Serena Williams Amanda Coetzer Stéphanie Foretz Gacon |
| 15 aprile | Budapest Grand Prix 2002 Budapest, Ungheria Terra rossa Singolare - Doppio         | Tier V    | Martina Müller 6–2, 3–6, 6–4                        | Myriam Casanova                            | Tat'jana Puček Eléni Daniilídou      | Martina Suchá Cara Black Rita Kuti-Kis Ljubomira Bačeva                  |
| 15 aprile | Budapest Grand Prix 2002 Budapest, Ungheria Terra rossa Singolare - Doppio         | Tier V    | Catherine Barclay Émilie Loit 4–6, 6–3, 6–3         | Elena Bovina Zsófia Gubacsi                | Tat'jana Puček Eléni Daniilídou      | Martina Suchá Cara Black Rita Kuti-Kis Ljubomira Bačeva                  |
| 29 aprile | Betty Barclay Cup 2002 Amburgo, Germania Terra rossa Singolare - Doppio            | Tier II   | Kim Clijsters 1–6, 6–3, 6–4                         | Venus Williams                             | Martina Hingis Jelena Dokić          | Arantxa Sánchez Vicario Daniela Hantuchová Justine Henin Barbara Schett  |
| 29 aprile | Betty Barclay Cup 2002 Amburgo, Germania Terra rossa Singolare - Doppio            | Tier II   | Martina Hingis Barbara Schett 6–1, 6–1              | Daniela Hantuchová Arantxa Sánchez Vicario | Martina Hingis Jelena Dokić          | Arantxa Sánchez Vicario Daniela Hantuchová Justine Henin Barbara Schett  |
| 29 aprile | Croatian Bol Ladies Open 2002 Bol, Croazia Terra rossa Singolare - Doppio          | Tier III  | Åsa Svensson 6–3, 4–6, 6–1                          | Iva Majoli                                 | Tathiana Garbin Libuše Průšová       | Elena Dement'eva Tina Pisnik Vera Zvonarëva Mariana Díaz Oliva           |
| 29 aprile | Croatian Bol Ladies Open 2002 Bol, Croazia Terra rossa Singolare - Doppio          | Tier III  | Tathiana Garbin Angelique Widjaja 7–5, 3–6, 6–4     | Elena Bovina Henrieta Nagyová              | Tathiana Garbin Libuše Průšová       | Elena Dement'eva Tina Pisnik Vera Zvonarëva Mariana Díaz Oliva           |

## Maggio
| Settimana | Torneo                                                                               | Categoria   | Vincitrici                                         | Finaliste                                   | Semifinaliste                         | Eliminate ai quarti                                                       |
| --------- | ------------------------------------------------------------------------------------ | ----------- | -------------------------------------------------- | ------------------------------------------- | ------------------------------------- | ------------------------------------------------------------------------- |
| 6 maggio  | WTA German Open 2002 Berlino, Germania Terra rossa Singolare - Doppio                | Tier I      | Justine Henin 6–2, 1–6, 7–6(5)                     | Serena Williams                             | Jennifer Capriati Anna Smashnova      | Sandrine Testud Nathalie Dechy Amélie Mauresmo Daniela Hantuchová         |
| 6 maggio  | WTA German Open 2002 Berlino, Germania Terra rossa Singolare - Doppio                | Tier I      | Elena Dement'eva Janette Husárová 0–6, 7–6(3), 6–2 | Daniela Hantuchová Arantxa Sánchez Vicario  | Jennifer Capriati Anna Smashnova      | Sandrine Testud Nathalie Dechy Amélie Mauresmo Daniela Hantuchová         |
| 6 maggio  | Warsaw Open 2002 Varsavia, Polonia Terra rossa Singolare - Doppio                    | Tier III    | Elena Bovina 6–3, 6–1                              | Henrieta Nagyová                            | Vera Zvonarëva Silvija Talaja         | Virginia Ruano Pascual Selima Sfar Svetlana Kuznecova Ľudmila Cervanová   |
| 6 maggio  | Warsaw Open 2002 Varsavia, Polonia Terra rossa Singolare - Doppio                    | Tier III    | Jelena Kostanić Henrieta Nagyová 6–1, 6–1          | Evgenija Kulikovskaja Silvija Talaja        | Vera Zvonarëva Silvija Talaja         | Virginia Ruano Pascual Selima Sfar Svetlana Kuznecova Ľudmila Cervanová   |
| 13 maggio | Internazionali d'Italia 2002 Roma, Italia Terra rossa Singolare - Doppio             | Tier I      | Serena Williams 7–6(6), 6–4                        | Justine Henin                               | Kim Clijsters Jennifer Capriati       | Virginia Ruano Pascual Sandrine Testud Anastasija Myskina Amélie Mauresmo |
| 13 maggio | Internazionali d'Italia 2002 Roma, Italia Terra rossa Singolare - Doppio             | Tier I      | Virginia Ruano Pascual Paola Suárez 6–3, 6–4       | Conchita Martínez Patricia Tarabini         | Kim Clijsters Jennifer Capriati       | Virginia Ruano Pascual Sandrine Testud Anastasija Myskina Amélie Mauresmo |
| 20 maggio | Madrid Open 2002 Madrid, Spagna Terra rossa Singolare - Doppio                       | Tier III    | Monica Seles 6–4, 6–2                              | Chanda Rubin                                | Paola Suárez Fabiola Zuluaga          | Anna Smashnova Clarisa Fernández Émilie Loit Magüi Serna                  |
| 20 maggio | Madrid Open 2002 Madrid, Spagna Terra rossa Singolare - Doppio                       | Tier III    | Martina Navrátilová Nataša Zvereva 6–2, 6–3        | Rossana de los Ríos Arantxa Sánchez Vicario | Paola Suárez Fabiola Zuluaga          | Anna Smashnova Clarisa Fernández Émilie Loit Magüi Serna                  |
| 20 maggio | Internationaux de Strasbourg 2002 Strasburgo, Francia Terra rossa Singolare - Doppio | Tier III    | Silvia Farina Elia 6–4, 3–6, 6–3                   | Jelena Dokić                                | Meghann Shaughnessy Magdalena Maleeva | Jelena Kostanić Emmanuelle Gagliardi Barbara Schwartz Lisa Raymond        |
| 20 maggio | Internationaux de Strasbourg 2002 Strasburgo, Francia Terra rossa Singolare - Doppio | Tier III    | Jennifer Hopkins Jelena Kostanić 0–6, 6–4, 6–4     | Caroline Dhenin Maja Matevžič               | Meghann Shaughnessy Magdalena Maleeva | Jelena Kostanić Emmanuelle Gagliardi Barbara Schwartz Lisa Raymond        |
| 27 maggio | Open di Francia 2002 Parigi, Francia Terra rossa Singolare - Doppio - Misto          | Grande Slam | Serena Williams 7–5, 6–3                           | Venus Williams                              | Jennifer Capriati Clarisa Fernández   | Jelena Dokić Mary Pierce Paola Suárez Monica Seles                        |
| 27 maggio | Open di Francia 2002 Parigi, Francia Terra rossa Singolare - Doppio - Misto          | Grande Slam | Virginia Ruano Pascual Paola Suárez 6–4, 6–2       | Lisa Raymond Rennae Stubbs                  | Jennifer Capriati Clarisa Fernández   | Jelena Dokić Mary Pierce Paola Suárez Monica Seles                        |
| 27 maggio | Open di Francia 2002 Parigi, Francia Terra rossa Singolare - Doppio - Misto          | Grande Slam | Doppio Misto: Wayne Black Cara Black 6–3, 6–3      | Mark Knowles Elena Bovina                   | Jennifer Capriati Clarisa Fernández   | Jelena Dokić Mary Pierce Paola Suárez Monica Seles                        |

## Giugno
| Settimana | Torneo                                                                                    | Categoria   | Vincitrici                                                   | Finaliste                           | Semifinaliste                    | Eliminate ai quarti                                                              |
| --------- | ----------------------------------------------------------------------------------------- | ----------- | ------------------------------------------------------------ | ----------------------------------- | -------------------------------- | -------------------------------------------------------------------------------- |
| 10 giugno | DFS Classic 2002 Birmingham, Gran Bretagna Erba Singolare - Doppio                        | Tier III    | Jelena Dokić 6–2, 6–3                                        | Anastasija Myskina                  | Lisa Raymond Nicole Pratt        | Eléni Daniilídou Clarisa Fernández Magdalena Maleeva Anne Kremer                 |
| 10 giugno | DFS Classic 2002 Birmingham, Gran Bretagna Erba Singolare - Doppio                        | Tier III    | Shinobu Asagoe Els Callens 6–4, 6–3                          | Kimberly Po Nathalie Tauziat        | Lisa Raymond Nicole Pratt        | Eléni Daniilídou Clarisa Fernández Magdalena Maleeva Anne Kremer                 |
| 10 giugno | WTA Austrian Open 2002 Vienna, Austria Singolare - Doppio                                 | Tier III    | Anna Smashnova 6–4, 6–1                                      | Iroda Tulyaganova                   | Patricia Wartusch Petra Mandula  | Cristina Torrens Valero Patty Schnyder Barbara Schett Iva Majoli                 |
| 10 giugno | WTA Austrian Open 2002 Vienna, Austria Singolare - Doppio                                 | Tier III    | Petra Mandula Patricia Wartusch 6–2, 6–4                     | Barbara Schwartz Jasmin Wöhr        | Patricia Wartusch Petra Mandula  | Cristina Torrens Valero Patty Schnyder Barbara Schett Iva Majoli                 |
| 10 giugno | Tashkent Open 2002 Tashkent, Uzbekistan Cemento Singolare - Doppio                        | Tier IV     | Marie-Gaïané Mikaelian 6–4, 6–4                              | Tat'jana Puček                      | Tathiana Garbin Roberta Vinci    | Nadežda Ostrovskaja Maria Elena Camerin Tetjana Perebyjnis Ljudmila Skavronskaja |
| 10 giugno | Tashkent Open 2002 Tashkent, Uzbekistan Cemento Singolare - Doppio                        | Tier IV     | Tetjana Perebyjnis Tat'jana Puček 7–5, 6–2                   | Mia Buric Galina Fokina             | Tathiana Garbin Roberta Vinci    | Nadežda Ostrovskaja Maria Elena Camerin Tetjana Perebyjnis Ljudmila Skavronskaja |
| 17 giugno | International Women's Open 2002 Eastbourne, Gran Bretagna Erba Singolare - Doppio         | Tier II     | Chanda Rubin 6–1, 6–3                                        | Anastasija Myskina                  | Dája Bedáňová Daniela Hantuchová | Meghann Shaughnessy Silvia Farina Elia Amy Frazier Anne Kremer                   |
| 17 giugno | International Women's Open 2002 Eastbourne, Gran Bretagna Erba Singolare - Doppio         | Tier II     | Lisa Raymond Rennae Stubbs 6(5)–7, 7–6(6), 6–2               | Cara Black Elena Lichovceva         | Dája Bedáňová Daniela Hantuchová | Meghann Shaughnessy Silvia Farina Elia Amy Frazier Anne Kremer                   |
| 17 giugno | Ordina Open 2002 's-Hertogenbosch, Paesi Bassi Erba Singolare - Doppio                    | Tier III    | Eléni Daniilídou 3–6, 6–2, 6–3                               | Elena Dement'eva                    | Tina Pisnik Justine Henin        | Kim Clijsters Magdalena Maleeva Amélie Mauresmo Elena Bovina                     |
| 17 giugno | Ordina Open 2002 's-Hertogenbosch, Paesi Bassi Erba Singolare - Doppio                    | Tier III    | Catherine Barclay Martina Müller 6–4, 7–5                    | Bianka Lamade Magdalena Maleeva     | Tina Pisnik Justine Henin        | Kim Clijsters Magdalena Maleeva Amélie Mauresmo Elena Bovina                     |
| 24 giugno | Torneo di Wimbledon 2002 Wimbledon, Londra, Gran Bretagna Erba Singolare - Doppio - Misto | Grande Slam | Serena Williams 7–6(4), 6–3                                  | Venus Williams                      | Justine Henin Amélie Mauresmo    | Elena Lichovceva Monica Seles Jennifer Capriati Daniela Hantuchová               |
| 24 giugno | Torneo di Wimbledon 2002 Wimbledon, Londra, Gran Bretagna Erba Singolare - Doppio - Misto | Grande Slam | Serena Williams Venus Williams 6–2, 7–5                      | Virginia Ruano Pascual Paola Suárez | Justine Henin Amélie Mauresmo    | Elena Lichovceva Monica Seles Jennifer Capriati Daniela Hantuchová               |
| 24 giugno | Torneo di Wimbledon 2002 Wimbledon, Londra, Gran Bretagna Erba Singolare - Doppio - Misto | Grande Slam | Doppio Misto: Mahesh Bhupathi Elena Lichovceva 6–2, 1–6, 6–1 | Kevin Ullyett Daniela Hantuchová    | Justine Henin Amélie Mauresmo    | Elena Lichovceva Monica Seles Jennifer Capriati Daniela Hantuchová               |

## Luglio
| Settimana | Torneo                                                                                  | Categoria | Vincitrici                                          | Finaliste                               | Semifinaliste                      | Eliminate ai quarti                                                        |
| --------- | --------------------------------------------------------------------------------------- | --------- | --------------------------------------------------- | --------------------------------------- | ---------------------------------- | -------------------------------------------------------------------------- |
| 8 luglio  | Belgian Open 2002 Bruxelles, Belgio Terra rossa Singolare - Doppio                      | Tier IV   | Myriam Casanova 4–6, 6–2, 6–1                       | Arantxa Sánchez Vicario                 | Émilie Loit Virginia Ruano Pascual | Magüi Serna Barbara Schwartz Martina Müller Barbara Schett                 |
| 8 luglio  | Belgian Open 2002 Bruxelles, Belgio Terra rossa Singolare - Doppio                      | Tier IV   | Barbara Schwartz Jasmin Wöhr 6–2, 0–6, 6–4          | Tathiana Garbin Arantxa Sánchez Vicario | Émilie Loit Virginia Ruano Pascual | Magüi Serna Barbara Schwartz Martina Müller Barbara Schett                 |
| 8 luglio  | Grand Prix SAR La Princesse Lalla Meryem 2002 Casablanca, Marocco Singolare - Doppio    | Tier V    | Patricia Wartusch 5–7, 6–3, 6–3                     | Klára Koukalová                         | Svetlana Kuznecova Gisela Dulko    | Maria Elena Camerin Ľudmila Cervanová Petra Mandula Zsófia Gubacsi         |
| 8 luglio  | Grand Prix SAR La Princesse Lalla Meryem 2002 Casablanca, Marocco Singolare - Doppio    | Tier V    | Petra Mandula Patricia Wartusch 6–2, 6–1            | Gisela Dulko Conchita Martínez Granados | Svetlana Kuznecova Gisela Dulko    | Maria Elena Camerin Ľudmila Cervanová Petra Mandula Zsófia Gubacsi         |
| 8 luglio  | Internazionali Femminili di Palermo 2002 Palermo, Italia Terra rossa Singolare - Doppio | Tier V    | Mariana Díaz Oliva 6(6)–7, 6–1, 6–3                 | Vera Zvonarëva                          | Paola Suárez Henrieta Nagyová      | Céline Beigbeder Ekaterina Sysoeva Ljubomira Bačeva Nadežda Ostrovskaja    |
| 8 luglio  | Internazionali Femminili di Palermo 2002 Palermo, Italia Terra rossa Singolare - Doppio | Tier V    | Evgenija Kulikovskaja Ekaterina Sysoeva 6–4, 6–3    | Ljubomira Bačeva Angelika Roesch        | Paola Suárez Henrieta Nagyová      | Céline Beigbeder Ekaterina Sysoeva Ljubomira Bačeva Nadežda Ostrovskaja    |
| 22 luglio | Bank of the West Classic 2002 Stanford (California), USA Cemento Singolare - Doppio     | Tier II   | Venus Williams 6–3, 6–3                             | Kim Clijsters                           | Lisa Raymond Lindsay Davenport     | Anna Kurnikova Monica Seles Jelena Janković Jelena Dokić                   |
| 22 luglio | Bank of the West Classic 2002 Stanford (California), USA Cemento Singolare - Doppio     | Tier II   | Lisa Raymond Rennae Stubbs 6–1, 6–1                 | Janette Husárová Conchita Martínez      | Lisa Raymond Lindsay Davenport     | Anna Kurnikova Monica Seles Jelena Janković Jelena Dokić                   |
| 22 luglio | Orange Prokom Open 2002 Sopot, Polonia Terra rossa Singolare - Doppio                   | Tier III  | Dinara Safina 6–3, 4–0 ret.                         | Henrieta Nagyová                        | Tathiana Garbin Vera Zvonarëva     | Barbara Rittner Arantxa Sánchez Vicario Virginia Ruano Pascual Magüi Serna |
| 22 luglio | Orange Prokom Open 2002 Sopot, Polonia Terra rossa Singolare - Doppio                   | Tier III  | Svetlana Kuznecova Arantxa Sánchez Vicario 6–2, 6–2 | Evgenija Kulikovskaja Ekaterina Sysoeva | Tathiana Garbin Vera Zvonarëva     | Barbara Rittner Arantxa Sánchez Vicario Virginia Ruano Pascual Magüi Serna |
| 29 luglio | Acura Classic 2002 San Diego, Stati Uniti Cemento Singolare - Doppio                    | Tier II   | Venus Williams 6–2, 6–2                             | Jelena Dokić                            | Lindsay Davenport Anna Kurnikova   | Kim Clijsters Ai Sugiyama Anna Smashnova Jennifer Capriati                 |
| 29 luglio | Acura Classic 2002 San Diego, Stati Uniti Cemento Singolare - Doppio                    | Tier II   | Elena Dement'eva Janette Husárová 6–2, 6–4          | Daniela Hantuchová Ai Sugiyama          | Lindsay Davenport Anna Kurnikova   | Kim Clijsters Ai Sugiyama Anna Smashnova Jennifer Capriati                 |

## Agosto
| Settimana | Torneo                                                                          | Categoria   | Vincitrici                                                  | Finaliste                                   | Semifinaliste                         | Eliminate ai quarti                                            |
| --------- | ------------------------------------------------------------------------------- | ----------- | ----------------------------------------------------------- | ------------------------------------------- | ------------------------------------- | -------------------------------------------------------------- |
| 5 agosto  | East West Bank Classic 2002 Los Angeles, USA Cemento Singolare - Doppio         | Tier II     | Chanda Rubin 5–7, 7–6(5), 6–3                               | Lindsay Davenport                           | Jelena Dokić Ai Sugiyama              | Serena Williams Rita Grande Eléni Daniilídou Jennifer Capriati |
| 5 agosto  | East West Bank Classic 2002 Los Angeles, USA Cemento Singolare - Doppio         | Tier II     | Kim Clijsters Jelena Dokić 6–3, 6–3                         | Daniela Hantuchová Ai Sugiyama              | Jelena Dokić Ai Sugiyama              | Serena Williams Rita Grande Eléni Daniilídou Jennifer Capriati |
| 5 agosto  | Nordea Nordic Light Open 2002 Espoo, Finlandia Cemento Singolare - Doppio       | Tier IV     | Svetlana Kuznecova 0–6, 6–3, 7–6(2)                         | Denisa Chládková                            | Patricia Wartusch Martina Suchá       | Åsa Svensson Petra Mandula Patty Schnyder Gala León García     |
| 5 agosto  | Nordea Nordic Light Open 2002 Espoo, Finlandia Cemento Singolare - Doppio       | Tier IV     | Svetlana Kuznecova Arantxa Sánchez Vicario 6–3, 6(5)–7, 6–3 | Eva Bes-Ostariz María José Martínez Sánchez | Patricia Wartusch Martina Suchá       | Åsa Svensson Petra Mandula Patty Schnyder Gala León García     |
| 12 agosto | Canada Masters 2002 Montréal, Canada Cemento Singolare - Doppio                 | Tier I      | Amélie Mauresmo 6–4, 6–1                                    | Jennifer Capriati                           | Daniela Hantuchová Jelena Dokić       | Fabiola Zuluaga Barbara Schett Martina Hingis Justine Henin    |
| 12 agosto | Canada Masters 2002 Montréal, Canada Cemento Singolare - Doppio                 | Tier I      | Virginia Ruano Pascual Paola Suárez 6–4, 7–6(4)             | Rika Fujiwara Ai Sugiyama                   | Daniela Hantuchová Jelena Dokić       | Fabiola Zuluaga Barbara Schett Martina Hingis Justine Henin    |
| 19 agosto | Pilot Pen Tennis 2002 New Haven, USA Cemento Singolare - Doppio                 | Tier II     | Venus Williams 7–5, 6–0                                     | Lindsay Davenport                           | Daniela Hantuchová Anastasija Myskina | Laura Granville Patty Schnyder Martina Hingis Amélie Mauresmo  |
| 19 agosto | Pilot Pen Tennis 2002 New Haven, USA Cemento Singolare - Doppio                 | Tier II     | Daniela Hantuchová Arantxa Sánchez Vicario 6–3, 1–6, 7–5    | Tathiana Garbin Janette Husárová            | Daniela Hantuchová Anastasija Myskina | Laura Granville Patty Schnyder Martina Hingis Amélie Mauresmo  |
| 26 agosto | US Open 2002 Flushing Meadows, New York, USA Cemento Singolare - Doppio - Misto | Grande Slam | Serena Williams 6–4, 6–3                                    | Venus Williams                              | Lindsay Davenport Amélie Mauresmo     | Daniela Hantuchová Elena Bovina Jennifer Capriati Monica Seles |
| 26 agosto | US Open 2002 Flushing Meadows, New York, USA Cemento Singolare - Doppio - Misto | Grande Slam | Virginia Ruano Pascual Paola Suárez 6–2, 6–1                | Elena Dement'eva Janette Husárová           | Lindsay Davenport Amélie Mauresmo     | Daniela Hantuchová Elena Bovina Jennifer Capriati Monica Seles |
| 26 agosto | US Open 2002 Flushing Meadows, New York, USA Cemento Singolare - Doppio - Misto | Grande Slam | Doppio Misto: Mike Bryan Lisa Raymond 7–6(9), 7–6(1)        | Bob Bryan Katarina Srebotnik                | Lindsay Davenport Amélie Mauresmo     | Daniela Hantuchová Elena Bovina Jennifer Capriati Monica Seles |

## Settembre
| Settimana    | Torneo                                                                           | Categoria | Vincitrici                                          | Finaliste                                  | Semifinaliste                           | Eliminate ai quarti                                                       |
| ------------ | -------------------------------------------------------------------------------- | --------- | --------------------------------------------------- | ------------------------------------------ | --------------------------------------- | ------------------------------------------------------------------------- |
| 9 settembre  | Brasil Open 2002 Bahia, Brasile Cemento Singolare - Doppio                       | Tier II   | Anastasija Myskina 6–3, 0–6, 6–2                    | Eléni Daniilídou                           | Jelena Dokić Monica Seles               | Amanda Coetzer Maja Matevžič Patty Schnyder Henrieta Nagyová              |
| 9 settembre  | Brasil Open 2002 Bahia, Brasile Cemento Singolare - Doppio                       | Tier II   | Virginia Ruano Pascual Paola Suárez 6–4, 6–1        | Émilie Loit Rossana de los Ríos            | Jelena Dokić Monica Seles               | Amanda Coetzer Maja Matevžič Patty Schnyder Henrieta Nagyová              |
| 9 settembre  | China Open 2002 Shanghai, Cina Cemento Singolare - Doppio                        | Tier IV   | Anna Smashnova 6–2, 6–3                             | Anna Kurnikova                             | Angelique Widjaja Ai Sugiyama           | Miho Saeki Clarisa Fernández Jelena Kostanić Adriana Serra Zanetti        |
| 9 settembre  | China Open 2002 Shanghai, Cina Cemento Singolare - Doppio                        | Tier IV   | Anna Kurnikova Janet Lee 7–5, 6–3                   | Rika Fujiwara Ai Sugiyama                  | Angelique Widjaja Ai Sugiyama           | Miho Saeki Clarisa Fernández Jelena Kostanić Adriana Serra Zanetti        |
| 9 settembre  | Waikoloa Championships 2002 Waikoloa, USA Cemento Singolare - Doppio             | Tier IV   | Cara Black 7–6(1), 6–4                              | Lisa Raymond                               | Gala León García Els Callens            | Jill Craybas Elena Lichovceva Samantha Reeves Conchita Martínez           |
| 9 settembre  | Waikoloa Championships 2002 Waikoloa, USA Cemento Singolare - Doppio             | Tier IV   | Meilen Tu María Vento-Kabchi 1–6, 6–2, 6–3          | Nannie de Villiers Irina Seljutina         | Gala León García Els Callens            | Jill Craybas Elena Lichovceva Samantha Reeves Conchita Martínez           |
| 16 settembre | Toyota Princess Cup 2002 Tokyo, Giappone Cemento Singolare - Doppio              | Tier II   | Serena Williams 2–6, 6–3, 6–3                       | Kim Clijsters                              | Amy Frazier Jelena Dokić                | Nicole Pratt Tat'jana Panova Elena Lichovceva Tamarine Tanasugarn         |
| 16 settembre | Toyota Princess Cup 2002 Tokyo, Giappone Cemento Singolare - Doppio              | Tier II   | Svetlana Kuznecova Arantxa Sánchez Vicario 6–2, 6–4 | Petra Mandula Patricia Wartusch            | Amy Frazier Jelena Dokić                | Nicole Pratt Tat'jana Panova Elena Lichovceva Tamarine Tanasugarn         |
| 16 settembre | Bell Challenge 2002 Québec, Canada Cemento (indoor) Singolare - Doppio           | Tier III  | Elena Bovina 6–3, 6–4                               | Marie-Gaïané Mikaelian                     | Silvia Farina Elia Anastasija Rodionova | Alexandra Stevenson Magdalena Maleeva Marlene Weingärtner Angelika Roesch |
| 16 settembre | Bell Challenge 2002 Québec, Canada Cemento (indoor) Singolare - Doppio           | Tier III  | Samantha Reeves Jessica Steck 4–6, 6–3, 7–5         | María Emilia Salerni Fabiola Zuluaga       | Silvia Farina Elia Anastasija Rodionova | Alexandra Stevenson Magdalena Maleeva Marlene Weingärtner Angelika Roesch |
| 23 settembre | Sparkassen Cup 2002 Lipsia, Germania Sintetico indoor Singolare - Doppio         | Tier II   | Serena Williams 6–3, 6–2                            | Anastasija Myskina                         | Justine Henin Kim Clijsters             | Janette Husárová Daniela Hantuchová Barbara Rittner Meghann Shaughnessy   |
| 23 settembre | Sparkassen Cup 2002 Lipsia, Germania Sintetico indoor Singolare - Doppio         | Tier II   | Alexandra Stevenson Serena Williams 6–3, 7–5        | Janette Husárová Paola Suárez              | Justine Henin Kim Clijsters             | Janette Husárová Daniela Hantuchová Barbara Rittner Meghann Shaughnessy   |
| 23 settembre | Commonwealth Bank Tennis Classic 2002 Bali, Indonesia Cemento Singolare - Doppio | Tier III  | Svetlana Kuznecova 3–6, 7–6(4), 7–5                 | Conchita Martínez                          | Sarah Taylor Arantxa Sánchez Vicario    | Rossana de los Ríos Marta Marrero Lina Krasnoruckaja Saori Obata          |
| 23 settembre | Commonwealth Bank Tennis Classic 2002 Bali, Indonesia Cemento Singolare - Doppio | Tier III  | Cara Black Virginia Ruano Pascual 6–2, 6–3          | Svetlana Kuznecova Arantxa Sánchez Vicario | Sarah Taylor Arantxa Sánchez Vicario    | Rossana de los Ríos Marta Marrero Lina Krasnoruckaja Saori Obata          |
| 30 settembre | Kremlin Cup 2002 Mosca, Russia Cemento (indoor) Singolare - Doppio               | Tier I    | Magdalena Maleeva 5–7, 6–3, 7–6(4)                  | Lindsay Davenport                          | Amélie Mauresmo Amanda Coetzer          | Nathalie Dechy Maja Matevžič Nadia Petrova Elena Bovina                   |
| 30 settembre | Kremlin Cup 2002 Mosca, Russia Cemento (indoor) Singolare - Doppio               | Tier I    | Elena Dement'eva Janette Husárová 2–6, 6–3, 7–6(7)  | Jelena Dokić Nadia Petrova                 | Amélie Mauresmo Amanda Coetzer          | Nathalie Dechy Maja Matevžič Nadia Petrova Elena Bovina                   |
| 30 settembre | Japan Open Tennis Championships 2002 Tokyo, Giappone Cemento Singolare - Doppio  | Tier III  | Jill Craybas 2–6, 6–4, 6–4                          | Silvija Talaja                             | Sarah Taylor Tamarine Tanasugarn        | Ai Sugiyama Yuka Yoshida Jelena Kostanić Alicia Molik                     |
| 30 settembre | Japan Open Tennis Championships 2002 Tokyo, Giappone Cemento Singolare - Doppio  | Tier III  | Shinobu Asagoe Nana Miyagi 6–4, 4–6, 6–4            | Svetlana Kuznecova Arantxa Sánchez Vicario | Sarah Taylor Tamarine Tanasugarn        | Ai Sugiyama Yuka Yoshida Jelena Kostanić Alicia Molik                     |

## Ottobre
| Settimana  | Torneo                                                                                            | Categoria | Vincitrici                                   | Finaliste                        | Semifinaliste                       | Eliminate ai quarti                                                         |
| ---------- | ------------------------------------------------------------------------------------------------- | --------- | -------------------------------------------- | -------------------------------- | ----------------------------------- | --------------------------------------------------------------------------- |
| 7 ottobre  | Porsche Tennis Grand Prix 2002 Filderstadt, Germania Cemento (indoor) Singolare - Doppio          | Tier II   | Kim Clijsters 4–6, 6–3, 6–4                  | Daniela Hantuchová               | Elena Dement'eva Amélie Mauresmo    | Alexandra Stevenson Myriam Casanova Tat'jana Panova Lindsay Davenport       |
| 7 ottobre  | Porsche Tennis Grand Prix 2002 Filderstadt, Germania Cemento (indoor) Singolare - Doppio          | Tier II   | Lindsay Davenport Lisa Raymond 6–2, 6–4      | Meghann Shaughnessy Paola Suárez | Elena Dement'eva Amélie Mauresmo    | Alexandra Stevenson Myriam Casanova Tat'jana Panova Lindsay Davenport       |
| 14 ottobre | Open di Zurigo 2002 Zurigo, Svizzera Cemento indoor Singolare - Doppio                            | Tier I    | Patty Schnyder 6(5)–7, 7–6(8), 6–3           | Lindsay Davenport                | Conchita Martínez Justine Henin     | Alexandra Stevenson Daniela Hantuchová Marie-Gaïané Mikaelian Kim Clijsters |
| 14 ottobre | Open di Zurigo 2002 Zurigo, Svizzera Cemento indoor Singolare - Doppio                            | Tier I    | Elena Bovina Justine Henin 6–2, 7–6(2)       | Jelena Dokić Nadia Petrova       | Conchita Martínez Justine Henin     | Alexandra Stevenson Daniela Hantuchová Marie-Gaïané Mikaelian Kim Clijsters |
| 14 ottobre | WTA Bratislava 2002 Bratislava, Slovacchia Cemento indoor Singolare - Doppio                      | Tier V    | Maja Matevžič 6–0, 6–1                       | Iveta Benešová                   | Nathalie Dechy Rita Grande          | Ľubomíra Kurhajcová Eva Fislová Émilie Loit Rossana de los Ríos             |
| 14 ottobre | WTA Bratislava 2002 Bratislava, Slovacchia Cemento indoor Singolare - Doppio                      | Tier V    | Maja Matevžič Henrieta Nagyová 6–4, 6–0      | Nathalie Dechy Meilen Tu         | Nathalie Dechy Rita Grande          | Ľubomíra Kurhajcová Eva Fislová Émilie Loit Rossana de los Ríos             |
| 21 ottobre | Generali Ladies Linz 2002 Linz, Austria Cemento (indoor) Singolare - Doppio                       | Tier II   | Justine Henin 6–3, 6–0                       | Alexandra Stevenson              | Daniela Hantuchová Chanda Rubin     | Jennifer Capriati Anna Smashnova Silvia Farina Elia Jelena Dokić            |
| 21 ottobre | Generali Ladies Linz 2002 Linz, Austria Cemento (indoor) Singolare - Doppio                       | Tier II   | Jelena Dokić Nadia Petrova 6–3, 6–2          | Rika Fujiwara Ai Sugiyama        | Daniela Hantuchová Chanda Rubin     | Jennifer Capriati Anna Smashnova Silvia Farina Elia Jelena Dokić            |
| 21 ottobre | Fortis Championships Luxembourg 2002 Lussemburgo, Lussemburgo Cemento (indoor) Singolare - Doppio | Tier III  | Kim Clijsters 6–1, 6–2                       | Magdalena Maleeva                | Virginie Razzano Katarina Srebotnik | Laura Granville Janette Husárová Tina Pisnik Elena Bovina                   |
| 21 ottobre | Fortis Championships Luxembourg 2002 Lussemburgo, Lussemburgo Cemento (indoor) Singolare - Doppio | Tier III  | Kim Clijsters Janette Husárová 4–6, 6–3, 7–5 | Květa Peschke Barbara Rittner    | Virginie Razzano Katarina Srebotnik | Laura Granville Janette Husárová Tina Pisnik Elena Bovina                   |

## Novembre
| Settimana  | Torneo                                                                   | Categoria                                       | Vincitrici                               | Finaliste                          | Semifinaliste                      | Eliminate ai quarti                                                     |
| ---------- | ------------------------------------------------------------------------ | ----------------------------------------------- | ---------------------------------------- | ---------------------------------- | ---------------------------------- | ----------------------------------------------------------------------- |
| 4 novembre | WTA Tour Championships 2002 Los Angeles, USA Cemento Singolare - Doppio  |                                                 | Kim Clijsters 7–5, 6–3                   | Serena Williams                    | Jennifer Capriati Venus Williams   | Jelena Dokić Magdalena Maleeva Justine Henin Monica Seles               |
| 4 novembre | WTA Tour Championships 2002 Los Angeles, USA Cemento Singolare - Doppio  | Elena Dement'eva Janette Husárová 4–6, 6–4, 6–3 | Cara Black Elena Lichovceva              |                                    | Jennifer Capriati Venus Williams   | Jelena Dokić Magdalena Maleeva Justine Henin Monica Seles               |
| 4 novembre | Pattaya Women's Open 2002 Pattaya, Thailandia Cemento Singolare - Doppio | Tier V                                          | Angelique Widjaja 6–2, 6–4               | Cho Yoon-jeong                     | Tat'jana Panova Lina Krasnoruckaja | Adriana Serra Zanetti Shinobu Asagoe Silvija Talaja Tamarine Tanasugarn |
| 4 novembre | Pattaya Women's Open 2002 Pattaya, Thailandia Cemento Singolare - Doppio | Tier V                                          | Kelly Liggan Renata Voráčová 7–5, 7–6(7) | Lina Krasnoruckaja Tat'jana Panova | Tat'jana Panova Lina Krasnoruckaja | Adriana Serra Zanetti Shinobu Asagoe Silvija Talaja Tamarine Tanasugarn |

## Dicembre
Nessun evento

## Ranking a fine anno
Nelle due tabelle sono presenti le prime venti tenniste di entrambe le specialità a fine stagione.

### Singolare
| #   | Giocatrice                | Punti | Rank. 2001 | /  |
| 1.  | Serena Williams (USA)     | 6.080 | 6          | 5  |
| 2.  | Venus Williams (USA)      | 5.140 | 3          | 1  |
| 3.  | Jennifer Capriati (USA)   | 3.796 | 2          | 1  |
| 4.  | Kim Clijsters (BEL)       | 3.557 | 5          | 1  |
| 5.  | Justine Henin (BEL)       | 3.218 | 7          | 2  |
| 6.  | Amélie Mauresmo (FRA)     | 3.068 | 9          | 3  |
| 7.  | Monica Seles (USA)        | 2.952 | 10         | 3  |
| 8.  | Daniela Hantuchová (SVK)  | 2.668 | 38         | 30 |
| 9.  | Jelena Dokić (YUG)        | 2.506 | 8          | 1  |
| 10. | Martina Hingis (CHE)      | 2.348 | 4          | 6  |
| 11. | Anastasia Myskina (RUS)   | 1.908 | 59         | 48 |
| 12. | Lindsay Davenport (USA)   | 1.795 | 1          | 11 |
| 13. | Chanda Rubin (USA)        | 1.752 | 54         | 41 |
| 14. | Magdalena Maleeva (BGR)   | 1.701 | 16         | 2  |
| 15. | Patty Schnyder (CHE)      | 1.644 | 37         | 22 |
| 16. | Anna Smashnova (ISR)      | 1.617 | 87         | 71 |
| 17. | Silvia Farina Elia (ITA)  | 1.596 | 14         | 3  |
| 18. | Alexandra Stevenson (USA) | 1.444 | 60         | 42 |
| 19. | Elena Dement'eva (RUS)    | 1.426 | 15         | 4  |
| 20. | Nathalie Dechy (FRA)      | 1.295 | 44         | 24 |

#### Numero 1 del ranking
| Detentrici              | Data inizio    | Data fine       |
| ----------------------- | -------------- | --------------- |
| Lindsay Davenport (USA) | Fine Tour 2001 | 13 gennaio 2002 |
| Jennifer Capriati (USA) | 14 gennaio     | 24 febbraio     |
| Venus Williams (USA)    | 25 febbraio    | 17 marzo        |
| Jennifer Capriati (USA) | 18 marzo       | 21 aprile       |
| Venus Williams (USA)    | 22 aprile      | 19 maggio       |
| Jennifer Capriati (USA) | 20 maggio      | 9 giugno        |
| Venus Williams (USA)    | 10 giugno      | 7 luglio        |
| Serena Williams (USA)   | 8 luglio       | Fine Tour 2002  |

### Doppio
| #   | Giocatrice                    | Punti | Rank. 2001 | /       |
| 1.  | Paola Suárez (ARG)            | 3.863 | 6          | 5       |
| 2.  | Virginia Ruano Pascual (ESP)  | 3.822 | 8          | 6       |
| 3.  | Lisa Raymond (USA)            | 3.360 | 1          | 2       |
| 4.  | Rennae Stubbs (AUS)           | 3.304 | 4          | Stabile |
| 5.  | Janette Husárová (SVK)        | 3.107 | 28         | 23      |
| 6.  | Elena Dement'eva (RUS)        | 2.765 | 98         | 92      |
| 7.  | Arantxa Sánchez Vicario (ESP) | 2.256 | 11         | 4       |
| 8.  | Daniela Hantuchová (SVK)      | 2.244 | 56         | 48      |
| 9.  | Cara Black (ZWE)              | 2.085 | 3          | 6       |
| 10. | Elena Likhovtseva (RUS)       | 2.043 | 4          | 6       |
| 11. | Anna Kournikova (RUS)         | 1.992 | 26         | 15      |
| 12. | Ai Sugiyama (JPN)             | 1.912 | 9          | 3       |
| 13. | Rika Fujiwara (JPN)           | 1.725 | 135        | 122     |
| 14. | Jelena Dokić (YUG)            | 1.615 | 12         | 2       |
| 15. | Martina Hingis (CHE)          | 1.504 | 30         | 15      |
| 16. | Conchita Martínez (ESP)       | 1.372 | 19         | 3       |
| 17. | Meghann Shaughnessy (USA)     | 1.371 | 14         | 3       |
| 18. | Liezel Huber (USA)            | 1.302 | 21         | 3       |
| 19. | Nicole Arendt (USA)           | 1.232 | 10         | 9       |
| 20. | Kimberly Po (USA)             | 1.153 | 7          | 13      |

#### Numero 1 del ranking
| Detentrici         | Data inizio    | Data fine        |
| ------------------ | -------------- | ---------------- |
| Lisa Raymond (USA) | Fine Tour 2001 | 8 settembre 2002 |
| Paola Suárez (ARG) | 9 settembre    | Fine Tour 2002   |